# Alessandra Ghisleri
Alessandra Paola Ghisleri (Varazze, 11 settembre 1966) è una sondaggista italiana, direttrice di Euromedia Research.

## Biografia
Dopo la laurea in Oceanografia paleontologica all'Università Statale di Milano, reindirizza i suoi studi intraprendendo una nuova carriera professionale nel campo dei sondaggi.
Come sondaggista-ricercatrice lavora presso  diversi istituti di ricerca, e nel 2001 diventa Direttore del Dipartimento Opinione e Sociale in DataMedia.
Nel marzo del 2004 fonda Euromedia Research con Alfonso Lupo, società mirata verso gli investimenti nelle nuove tecnologie e per l’affinamento di nuove metodologie di indagine, fatto che le farà vincere nel 2007 il premio Germoglio d'Oro della Fondazione Marisa Bellisario. 
Da settembre del 2014 fino al 5 luglio del 2016 è stata la sondaggista del programma Ballarò condotto da Massimo Giannini. È inoltre, nello stesso periodo, considerata la sondaggista di fiducia di Silvio Berlusconi. In qualità di ospite partecipa frequentemente ad alcune trasmissioni dei canali Rai, come Rai News 24, ed ai programmi di approfondimento sull’attualità politica di LA7. 
Da settembre del 2016, dopo la chiusura di Ballarò a luglio, è una delle sondaggiste del programma Porta a Porta condotto da Bruno Vespa.
Nel settembre del 2019 viene eletta “Prima Donna 2019” dalla giuria del Premio Internazionale “Casato Prime Donne” promosso dall’imprenditrice vinicola Donatella Cinelli Colombini. 

Nel marzo del 2020 pubblica il suo primo libro La Repubblica dei sondaggi. L'Italia raccontata attraverso i numeri, in cui ripercorre il passaggio dalla Prima alla Seconda Repubblica, fino al presente.
Nel 2022 e nel 2023 è stata una presenza fissa nel game show di Rai 2, Ti sembra normale?, condotto da Pierluigi Pardo. Ha realizzato per il programma i sondaggi al centro della sfida tra i concorrenti.